# نادي سانتا كروز
نادي سانتا كروز هو نادي كرة قدم برازيلي من مدينة ريسيفي ويلعب حالياً في الدوري البرازيلي الدرجة الرابعة.